# Grande Prêmio da Alemanha de 2018 (MotoGP)
O Grande Prêmio da MotoGP da Alemanha de 2018 ocorreu em 15 de julho.

## Resultados

### Classificação MotoGP
| Pos | Piloto           | Equipe                      | Moto    | Tempo     | Pontos |
| --- | ---------------- | --------------------------- | ------- | --------- | ------ |
| 1   | Marc Marquez     | Repsol Honda Team           | Honda   | 41'05.019 | 25     |
| 2   | Valentino Rossi  | Movistar Yamaha MotoGP      | Yamaha  | +2.196    | 20     |
| 3   | Maverick Viñales | Movistar Yamaha MotoGP      | Yamaha  | +2.776    | 16     |
| 4   | Danilo Petrucci  | Alma Pramac Racing          | Ducati  | +3.376    | 13     |
| 5   | Alvaro Bautista  | Angel Nieto Team            | Ducati  | +5.183    | 11     |
| 6   | Jorge Lorenzo    | Ducati Team                 | Ducati  | +5.780    | 10     |
| 7   | Andrea Dovizioso | Ducati Team                 | Ducati  | +7.941    | 9      |
| 8   | Dani Pedrosa     | Repsol Honda Team           | Honda   | +12.711   | 8      |
| 9   | Johann Zarco     | Monster Yamaha Tech 3       | Yamaha  | +14.428   | 7      |
| 10  | Bradley Smith    | Red Bull KTM Factory Racing | KTM     | +21.474   | 6      |
| 11  | Hafizh Syahrin   | Monster Yamaha Tech 3       | Yamaha  | +25.809   | 5      |
| 12  | Andrea Iannone   | Team SUZUKI ECSTAR          | Suzuki  | +25.963   | 4      |
| 13  | Tito Rabat       | Reale Avintia Racing        | Ducati  | +29.040   | 3      |
| 14  | Jack Miller      | Alma Pramac Racing          | Ducati  | +29.325   | 2      |
| 15  | Scott Redding    | Aprilia Racing Team Gresini | Aprilia | +34.123   | 1      |
| 16  | Stefan Bradl     | EG 0,0 Marc VDS             | Honda   | +38.207   | 0      |
| 17  | Thomas Luthi     | EG 0,0 Marc VDS             | Honda   | +49.369   | 0      |
| 18  | Karel Abraham    | Angel Nieto Team            | Ducati  | +1'01.022 | 0      |
| 19  | Xavier Simeon    | Reale Avintia Racing        | Ducati  | +1'16.692 | 0      |

### Classificação Moto2
| Pos | Piloto             | Equipe                         | Moto     | Tempo     | Pontos |
| --- | ------------------ | ------------------------------ | -------- | --------- | ------ |
| 1   | Brad Binder        | Red Bull KTM Ajo               | KTM      | 39'46.306 | 25     |
| 2   | Joan Mir           | EG 0,0 Marc VDS                | Kalex    | +0.779    | 20     |
| 3   | Luca Marini        | SKY Racing Team VR46           | Kalex    | +0.933    | 16     |
| 4   | Miguel Oliveira    | Red Bull KTM Ajo               | KTM      | +2.143    | 13     |
| 5   | Sam Lowes          | Swiss Innovative Investors     | KTM      | +6.376    | 11     |
| 6   | Marcel Schrotter   | Dynavolt Intact GP             | Kalex    | +6.513    | 10     |
| 7   | Xavi Vierge        | Dynavolt Intact GP             | Kalex    | +15.544   | 9      |
| 8   | Simone Corsi       | Tasca Racing Scuderia Moto2    | Kalex    | +15.674   | 8      |
| 9   | Fabio Quartararo   | MB Conveyors - Speed Up Racing | Speed Up | +16.004   | 7      |
| 10  | Jorge Navarro      | Federal Oil Gresini Moto2      | Kalex    | +16.005   | 6      |
| 11  | Remy Gardner       | Tech 3 Racing                  | Tech 3   | +16.596   | 5      |
| 12  | Francesco Bagnaia  | SKY Racing Team VR46           | Kalex    | +17.304   | 4      |
| 13  | Alex Marquez       | EG 0,0 Marc VDS                | Kalex    | +17.458   | 3      |
| 14  | Dominique Aegerter | Kiefer Racing                  | KTM      | +18.138   | 2      |
| 15  | Augusto Fernandez  | Pons HP40                      | Kalex    | +23.816   | 1      |
| 16  | Romano Fenati      | Marinelli Snipers Team         | Kalex    | +24.611   | 0      |
| 17  | Khairul Idham Pawi | IDEMITSU Honda Team Asia       | Kalex    | +25.617   | 0      |
| 18  | Steven Odendaal    | NTS RW Racing GP               | NTS      | +28.019   | 0      |
| 19  | Iker Lecuona       | Swiss Innovative Investors     | KTM      | +28.173   | 0      |
| 20  | Bo Bendsneyder     | Tech 3 Racing                  | Tech 3   | +36.398   | 0      |
| 21  | Eric Granado       | Forward Racing Team            | Suter    | +40.199   | 0      |
| 22  | Joe Roberts        | NTS RW Racing GP               | NTS      | +41.509   | 0      |
| 23  | Federico Fuligni   | Tasca Racing Scuderia Moto2    | Kalex    | +1'04.024 | 0      |
| 24  | Xavi Cardelus      | Team Stylobike                 | Kalex    | 1 volta   | 0      |
| 25  | Stefano Manzi      | Forward Racing Team            | Suter    | 7 voltas  | 0      |

### Classificação Moto3
| Pos | Piloto              | Equipe                    | Moto  | Tempo     | Pontos |
| --- | ------------------- | ------------------------- | ----- | --------- | ------ |
| 1   | Jorge Martin        | Del Conca Gresini Moto3   | Honda | 39'36.427 | 25     |
| 2   | Marco Bezzecchi     | Redox PruestelGP          | KTM   | +2.515    | 20     |
| 3   | John Mcphee         | CIP - Green Power         | KTM   | +2.571    | 16     |
| 4   | Marcos Ramirez      | Bester Capital Dubai      | KTM   | +2.936    | 13     |
| 5   | Aron Canet          | Estrella Galicia 0,0      | Honda | +3.028    | 11     |
| 6   | Jaume Masia         | Bester Capital Dubai      | KTM   | +3.341    | 10     |
| 7   | Jakub Kornfeil      | Redox PruestelGP          | KTM   | +3.532    | 9      |
| 8   | Philipp Oettl       | Sudmetal Schedl GP Racing | KTM   | +4.886    | 8      |
| 9   | Raul Fernandez      | Red Bull KTM Ajo          | KTM   | +5.383    | 7      |
| 10  | Ayumu Sasaki        | Petronas Sprinta Racing   | Honda | +5.486    | 6      |
| 11  | Adam Norrodin       | Petronas Sprinta Racing   | Honda | +5.610    | 5      |
| 12  | Andrea Migno        | Angel Nieto Team Moto3    | KTM   | +9.938    | 4      |
| 13  | Lorenzo Dalla Porta | Leopard Racing            | Honda | +10.027   | 3      |
| 14  | Nicolo Bulega       | SKY Racing Team VR46      | KTM   | +10.360   | 2      |
| 15  | Kazuki Masaki       | RBA BOE Skull Rider       | KTM   | +10.467   | 1      |
| 16  | Niccolò Antonelli   | SIC58 Squadra Corse       | Honda | +11.514   | 0      |
| 17  | Tony Arbolino       | Marinelli Snipers Team    | Honda | +11.712   | 0      |
| 18  | Kaito Toba          | Honda Team Asia           | Honda | +20.039   | 0      |
| 19  | Dennis Foggia       | SKY Racing Team VR46      | KTM   | +31.237   | 0      |
| 20  | Luca Grünwald       | Freudenberg Racing Team   | KTM   | +32.768   | 0      |
| 21  | Stefano Nepa        | CIP - Green Power         | KTM   | +41.058   | 0      |